# Harbour Air
Harbour Air, im Außenauftritt Harbour Air Seaplanes, mit Sitz in Richmond, Kanada, ist nach Trans Maldivian Airways die weltweit zweitgrößte Wasserfluggesellschaft. Sie besitzt fast nur mit Schwimmern ausgerüstete Flugzeuge. Als erste kommerzielle Fluggesellschaft hat Harbour Air im März 2019 die komplette Umstellung seiner Flotte auf Elektroantrieb angekündigt.

## Geschichte
Die Airline wurde 1981 von drei Piloten als Charterfluggesellschaft für die Holzindustrie gegründet. Sie kauften zwei Flugzeuge und siedelten sich in einem schwimmenden Büro mit Landesteg im Hafen von Vancouver an. Schon bald folgten Charterflüge zu Freizeit-Ressorts und Jagd- und Fischer-Camps entlang der Küste British Columbias. Zusätzlich wurden Sightseeing-Touren über die Schären- und Fjordregionen angeboten. Es folgten feste Verbindungen von Vancouver nach Vancouver Island.
1993 kaufte Harbour die Trans Provincial Airlines aus Prince Rupert. Die Küstenstadt ca. 900 km nördlich von Vancouver ist der südliche Anlaufpunkt der Alaska Ferry und westlicher Endpunkt der Canadian Railroad.
2010 übernahm Harbour Air die Gesellschaft West Coast Air.
Die Strecken nördlich Vancouvers werden allerdings nur im Charterdienst bedient. Geflogen wird nur nach Sicht. Die Instrumentenregeln für Passagierflüge gelten nicht für Wasserflugzeuge, da vor dem Aufsetzen auf dem Wasser zu prüfen ist, ob sich nicht ein Fischerboot oder ein Baumstamm im Weg befindet.
Am 10. Dezember 2019 fand über den Fraser River bei Richmond der Jungfernflug einer von MagniX auf elektrischen Antrieb umgerüsteten DHC-2 Beaver der Gesellschaft statt.

## Flugziele
Die Liniendienste von Vancouver nach Vancouver Island werden mit DHC-3 Turbine Single Otter bedient. Für die Route nach Gulf Island werden DHC-2 Beaver eingesetzt. Der Charterverkehr erfolgt mit Cessna 185.

## Flotte
Laut kanadischem Luftfahrtregister betreibt die Gesellschaft (mit Stand März 2020) 43 Luftfahrzeuge:
Auf der Webseite der Gesellschaft wird die Flotte abweichend von den Besitzverhältnissen dargestellt. Die Flotte wird wie folgt angegeben:

## Ehemalige Tochterfirma
Harbour Air unterhielt auch die Harbour Air Malta (Harbour Air (Malta) Ltd.), die von 2004 bis August 2012 auf Malta regelmäßig die Verbindung Valletta-Gozo mit einer de Havilland Canada DHC-3 Turbo Otter flog.